# かざぐるま (一青窈の曲)
「かざぐるま」は、一青窈の7枚目のシングル。2005年9月21日発売。発売元はコロムビアミュージックエンタテインメント（現：日本コロムビア）。

## 背景
前作「影踏み」から5か月を経て発売された。初回プレスのみデジパック仕様。CDレーベルには、題名通り、かざぐるまを持つ一青窈の写真が印刷されている。

## 収録曲
全作詞：一青窈
1. かざぐるま（4:42）
  - 作曲・編曲：武部聡志
  - 東宝配給映画『蟬しぐれ』イメージソング
2. ホチKiss（4:16）
  - 作曲：マシコタツロウ／編曲：富田素弘
3. 空蝉（4:21）
  - 作曲：マシコタツロウ／編曲：富田素弘
  - 中村雅俊に歌詞を提供した楽曲のセルフカバー。
4. かざぐるま（Instrumental）（4:40）

## 収録アルバム
- オリジナル『&』
- ベスト『BESTYO』
- ライブ『一青窈 CONCERT TOUR 2008「Key〜Talkie Doorkey」LIVE CD @ NHK hall』

## カバー
- 蔡淳佳（ジョイ・ツァイ）- 「等一個晴天」 - 等一個晴天（2006/09）
- 郁可唯 (イサ・ユ）-　「時間煮雨」-　時間煮雨　(2013/05)
- 我那覇響（沼倉愛美） - アルバム「THE IDOLM@STER MASTER ARTIST 3#02 我那覇響」収録 (2015/04)